# (29794) 1999 CC67
A (29794) 1999 CC67 a Naprendszer kisbolygóövében található aszteroida. A LINEAR projekt keretében fedezték fel 1999. február 12-én.